# Буше, Ги
Ги Буше́ (фр. Guy Boucher; род. 3 августа 1971, Нотр-Дам-дю-Лак, Квебек, Канада) — канадский хоккейный тренер.

## Биография
Буше родился 3 августа 1971 года в городе Нотр-Дам-дю-Лак в Канаде, во франкоязычной провинции Квебек. Играл в команде McGill Redmen Макгиллского университета, Монреаль (1991—1995). Единственный сезон на профессиональном уровне провёл в команде чемпионата Франции «Вири» (1995/96). Ги Буше имеет степень магистра в области спортивной психологии, которую получил в Макгиллском университете.
Буше работал помощником тренера в командах McGill Redmen (1996—1997), «Руэн-Норанда Хаскиз» (QMJHL, 1997/98 — 1999/2000), Lac St-Louis Lions (2000/01 — 2001/02) и West Island Lions (QMAAA, 2002/03), «Римуски Осеаник» (QMJHL, 2003/04 2005/06). В «Римуски Осеаник» он тренировал Сидни Кросби. Позже был тренером сборных Канады до 18 (2005—2008) и до 20 лет (2008—2009). Получил известность как сторонник схемы игры "1-3-1" в средней зоне (другие тренеры предпочитали варианты "1-2-2" или "2-2-1").
Главный тренер в командах «Драммондвилл Вольтижерс» (QMJHL, 2006/07 — 2007/08), Гамильтон Булдогс (АХЛ, 2009/10). В 2010 году был признан лучшим тренером АХЛ. В июне 2010 года Буше предлагали возглавить клуб НХЛ «Коламбус Блю Джекетс», но он принял предложение другой команды НХЛ — «Тампа-Бэй Лайтнинг». Был уволен 24 марта 2013 года, когда команда занимала 14 место в Восточной конференции.
С 27 января 2014 года по 18 ноября 2015 года был главным тренером швейцарского клуба «Берн». Главный тренер сборной команды Канады на Кубке Шпенглера в 2014 и 2015 годах, победитель турнира 2015 года. 8 мая 2016 года стал главным тренером клуба НХЛ «Оттава Сенаторз», подписав трёхлетний контракт. В первом сезоне клуб вышел в финал Восточной конференции, проиграв во втором овертайме седьмой игры «Питтсбург Пингвинз». Во втором сезоне «Оттава» заняла 30-е место из 31 команды в НХЛ, и Буше был уволен 1 марта 2019 года. В сезоне 2023/24 входил в тренерский штаб «Торонто Мейпл Лифс».
27 ноября 2024 года было объявлено, что Буше заключил контракт до конца сезона с клубом КХЛ «Авангард» и примет команду в первой половине декабря. Первую тренировку с «Авангардом» провёл 12 декабря, после чего улетел в Канаду для решения проблемы с коленом. Исполняющим обязанности главного тренера стал Дейв Барр.

## Личная жизнь
От бывшей жены — трое детей. Дочь Наоми (род. 2003) — хоккеистка в NCAA (Йельский университет).
У Буше есть заметный шрам на правой щеке, причину появления которого он не объясняет, отмечая, что он не имеет отношения к хоккею.

## Достижения
- Золото юниорского чемпионата мира, 2008
- Чемпион QMJHL, 2009
- Персона года в QMJHL, 2009
- Золото молодежного чемпионата мира, 2009
- Тренер года в AHL, 2010
- Обладатель Кубка Швейцарии, 2015
- Обладатель Кубка Шпенглера, 2015[16]